# Молотковский, Михаил Григорьевич
Михаил Григорьевич Молотковский (1887 — 1937) — деятель советских спецслужб, дипломат и разведчик.

## Биография
Родился в русской семье конторщика. Получил незаконченное среднее образование, окончив 5 классов гимназии. С 1908 до 1915 работал конторщиком. С 1915 до 1918 служил в царской армии. С 1905 по 1919 состоял в партии левых эсеров, вышел в 1919. С 1918 по 1919 член совета солдатских депутатов и окружного бюро партии Восточной Сибири, подпольщик и партизан. Спасаясь от ареста, перешёл на нелегальное положение и переехал в ДВР, где вёл работу по организации восстания и связался с Далькомпартом (Дальневосточным комитетом партии). В 1919 попал в плен к японцам, после недели заключения уехал в США и через Европу пытался добраться в РСФСР, но по дороге арестован в Чехословакии, где сидел в тюрьме до 1921. При посредничестве советской миссии в Праге освобождён и в том же году вернулся в РСФСР, где обратился с просьбой о принятии в члены РКП(б). С января 1922 состоял кандидатом в члены РКП(б), затем принят в партию. В 1922 стал сотрудником ИНО ВЧК, потом назначен резидентом ОГПУ в Греции. В 1923 сотрудник полномочного представительства СССР в Финляндии. В 1924-1925 второй секретарь полномочного представительства СССР в Латвии. В 1928-1929 второй секретарь полномочного представительства СССР в Польше, атташе полномочного представительства СССР в Греции. В 1929 отозван в СССР ввиду того, что выдан перебежчиком Г. С. Агабековым. С января 1930 работает начальником 3-го отделения Иностранного отдела ОГПУ СССР. Потом до убийства Кирова работал начальником иностранного отдела УНКВД Ленинградской области. До сентября 1937 числился помощником начальника особого отдела, потом 5-го отдела, УГБ УНКВД Казахской ССР. Проживал в городе Алма-Ата по улице Дзержинского, дом 96, квартира 3. Арестован 14 июля 1937, осуждён комиссией НКВД и прокурора СССР «в особом порядке» 20 сентября того же года к ВМН и расстрелян в день вынесения обвинительного приговора. Посмертно реабилитирован 19 мая 1956 решением ВКВС СССР.

### Звания
- прапорщик;
- старший лейтенант государственной безопасности (1935);
- младший лейтенант государственной безопасности (1937).